# Surveyor

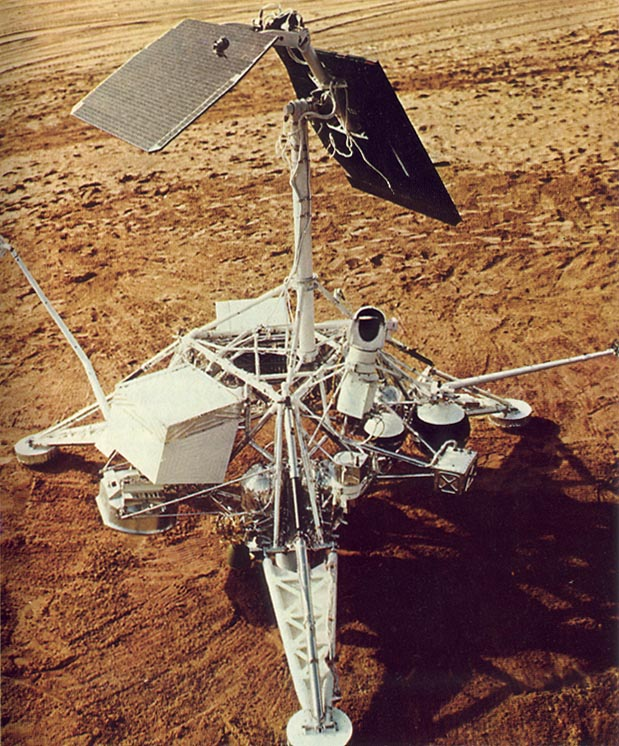
Surveyor-Modell

Surveyor (englisch für Landvermesser) ist der Name einer Serie US-amerikanischer Raumsonden der NASA, die zwischen 1966 und 1968 auf dem Mond landeten.

## Zielsetzung
Das Surveyor-Programm wurde als 1961 als Nachfolger des Ranger-Programms ins Leben gerufen. Ziel war die Vorbereitung auf das bemannte Apollo-Programm – vor allem durch das Erproben von weichen Landungen auf dem Mond und die Erforschung von möglichen Apollo-Landeplätzen. Zudem sollten erstmals Kurskorrekturen auf dem Weg zum Mond durchgeführt werden.

## Aufbau
Die Surveyor-Raumsonden wurden von der Hughes Aircraft Company gebaut und mit Atlas-Centaur-Raketen von Launch Complex 36 auf Cape Canaveral gestartet. Jede Sonde wog beim Start (je nach Ausrüstung) 995–1038 kg; mehr als 60 % davon entfielen auf das zentrale Feststoffraketentriebwerk mit 40 kN Schub für die Landung. Die Hauptstruktur der Sonde bestand aus einem 27 kg schweren und nach der Landung 3,4 m hohen Aluminiumgerüst mit drei Landebeinen, an dem alle weiteren Systeme befestigt waren. Die Energieversorgung erfolgte über ein Solarpanel mit 89 Watt Maximalleistung und einen Silber-Zink-Akkumulator. Für die Kommunikation verfügten alle Sonden über eine Richtantenne mit einer Datenübertragungsrate von 4400 Baud und einer weniger leistungsfähigen Rundstrahlantenne.
Für die Landung wurde zunächst in etwa 95 km Höhe ausgelöst durch ein Radar-Altimeter das Haupttriebwerk gezündet. Dieses bremste die Sonde von ca. 2700 m/s auf ca. 110 m/s ab. In 7 km Höhe wurde es abgeworfen und drei kleinere Vernierdüsen gezündet, deren Schub zwischen 135 und 470 N reguliert werden konnten. Diese wurden in 4 m Höhe bei ca. 1,5 m/s gestoppt, um weniger Mondstaub aufzuwirbeln und ein Umkippen der Sonde zu vermeiden. Die Restgeschwindigkeit beim Aufprall wurde von Aluminiumwaben aufgenommen; die dabei auftretenden Kräfte wurden mit Dehnungsmessstreifen gemessen.
Alle Surveyor-Sonden verfügten über eine fest montierte TV-Kamera mit zwei Objektiven (25 und 100 mm Brennweite), die über einen beweglichen Spiegel die gesamte Umgebung der Sonde ablichten konnte. 5 verschiedene Filter erlaubten auch Farbaufnahmen. Surveyor 3 und 7 verfügten über einen Greifarm mit einer kleinen Schaufel, um die Beschaffenheit des Mondregoliths zu untersuchen. Surveyor 5, 6 und 7 waren zusätzlich mit einem Alphapartikel-Röntgenspektrometer und einem Magneten für Bodenuntersuchungen ausgestattet. Zudem konnten die Daten von Sensoren, die den Zustand der Sonde überwachten (z. B. Beschleunigungssensoren, Thermometer) auch für wissenschaftliche Zwecke genutzt werden.

## Verlauf
- Zwischen Dezember 1964 und Oktober 1966 fanden insgesamt fünf Testflüge mit Sonden-Attrappen statt. Diese Flüge dienten zur Erprobung der Atlas-Centaur-Trägerrakete und des Flugprofils für den Einschuss in eine Transferbahn zum Mond.
- Surveyor 1 startete am 30. Mai 1966 und landete drei Tage später im Oceanus Procellarum. Die Sonde arbeitete bis zum 14. Juli 1966 insgesamt rund sechs Wochen auf der Mondoberfläche und übertrug 11.200 Bilder. Surveyor 1 war die erste weiche Landung einer US-amerikanischen Sonde auf dem Mond. Allerdings war die UdSSR den Amerikanern zuvorgekommen und hatte mit Luna 9 bereits am 3. Februar 1966 eine weiche Landung vollführt.
- Surveyor 2 startete am 20. September 1966, konnte zwei Tage später aber nicht weich landen, sondern schlug hart beim Krater Gambart C in der Nähe von Kopernikus auf und wurde dabei zerstört.

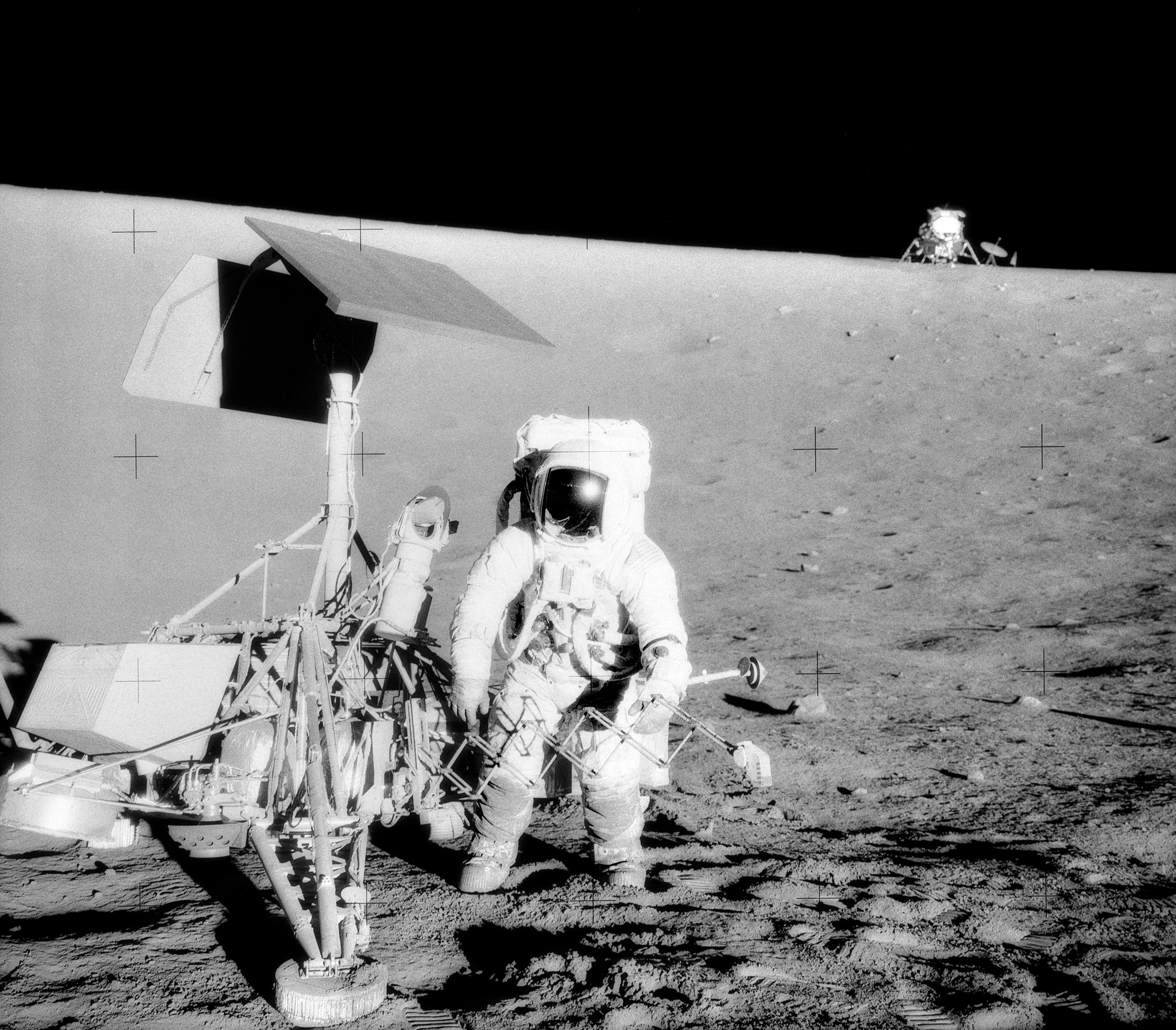
Raumsonde Surveyor 3 bei der Untersuchung durch Astronauten der Apollo-12-Mission

- Raumsonde Surveyor 3 bei der Untersuchung durch Astronauten der Apollo-12-Mission Surveyor 3 startete am 17. April 1967. Drei Tage später landete die Sonde erfolgreich im Oceanus Procellarum und blieb bis zum 4. Mai 1967 aktiv. Sie übermittelte 6.300 Bilder und führte ein Bohrexperiment aus. Während der Mondlandung von Apollo 12 im November 1969 wurde Surveyor 3 als Anflugziel ausgewählt. Teile der Sonde, insbesondere ihre Kamera, wurden von den Astronauten Charles Conrad und Alan Bean demontiert und zurück auf die Erde gebracht. Bei der anschließenden Untersuchung der Teile konnte der Mikrobiologe Frederick Mitchell feststellen, dass sich in der Isolierung der Kamera getrocknete Bakterien (Streptococcus mitis) befanden. Es gab Vermutungen, dass sie von einem erkälteten Monteur der Sonde dort hinterlassen wurden. Die Bakterien konnten im Brutschrank wieder keimen und galten als Hinweis für mögliche Überlebensfähigkeit im Weltraum (siehe Panspermie). Neuere Untersuchungen historischer Dokumente im Jahre 2011 lassen allerdings Zweifel an dieser Einschätzung aufkommen, weil die Standards für den genutzten Reinraum nicht ausreichten, um eine Eigenkontamination auszuschließen.[4] Die Kamera befindet sich heute im National Air and Space Museum.
- Surveyor 4 startete am 14. Juli 1967, doch gelang erneut keine Landung. Die Sonde schlug drei Tage später im Sinus Medii hart auf.
- Surveyor 5 startete am 8. September 1967, landete drei Tage später im Mare Tranquillitatis („Meer der Ruhe“) und übersandte bis zum 17. Dezember 1967 19.000 Bilder, Daten und analysierte eine Bodenprobe.
- Surveyor 6 startete am 7. November 1967, landete drei Tage später im Sinus Medii und arbeitete bis zum 14. Dezember 1967. Die Sonde übermittelte 15.000 Bilder und zahlreiche Daten. Am 17. November 1967 wurde das Triebwerk der Sonde erneut gestartet und die Sonde setzte dann 2,5 m entfernt erneut auf.
- Surveyor 7 startete am 7. Januar 1968 und landete drei Tage später nahe dem Krater Tycho. Die Sonde übersandte bis zum 21. Februar 1968 21.000 Bilder.

## Ergebnis
Das Surveyor-Programm endete mit fünf erfolgreichen Mondlandungen (Erfolgsquote: 71 %). Die Sonden analysierten den Mondboden, fotografierten die Oberfläche und bereiteten damit erfolgreich den Boden für die bemannte Mondlandung, insbesondere durch den Nachweis, dass Astronauten auf dem Mond nicht im Staub versinken würden.
Im März 2010 übermittelte die Mondsonde Lunar Reconnaissance Orbiter u. a. Aufnahmen von Surveyor 5.